# 学校法人静岡文化芸術大学
学校法人静岡文化芸術大学（がっこうほうじん しずおかぶんかげいじゅつだいがく）は、日本の学校法人。かつて静岡文化芸術大学の設置者であった。

## 概要
静岡県浜松市中央区に本部を置き、静岡文化芸術大学を設置、運営していた。

## 沿革
1990年代、静岡県立大学短期大学部浜松校では、施設の老朽化が進み、敷地も手狭であることが問題視されるようになった。また、地元である浜松市からは、短期大学部を四年制大学に改組するよう要望がなされていた。
これを受け、静岡県庁は静岡県立大学短期大学部浜松校を廃止し四年制大学を新設する方針を決定し、文部省の認可を経て2000年に「静岡文化芸術大学」を設置した。しかし、新設された静岡文化芸術大学は、公立大学ではなく公設民営の私立大学とし、静岡文化芸術大学の設置に先立つ1999年、静岡県は学校の設置者として「学校法人静岡文化芸術大学」を設立した。
これは地方公共団体が直接設置、管理、運営する従来の公立大学よりも、組織の代表が大学運営を直接指揮、監督する学校法人の方が、新大学により適していると判断されたためであるが、地方独立行政法人法の制定などを背景に、2010年4月に「公立大学法人静岡文化芸術大学」が設立された。それにともない、学校法人静岡文化芸術大学は解散し、静岡文化芸術大学も公立大学法人に移管された。

## 運営形態

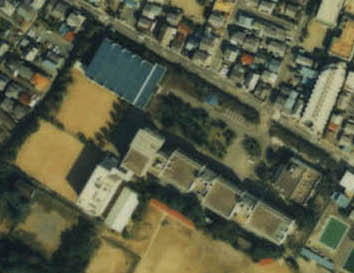
静岡県立大学浜松キャンパスの航空写真（1988年）。

静岡県立大学短期大学部浜松校の静岡校への統合により静岡県立大学浜松キャンパスが廃止され、代替措置として静岡文化芸術大学の設立が決定した。私立大学だが、設立経緯からいわゆる公設民営大学に位置づけられて静岡県や浜松市が学校法人へ支援しており、学校法人運営だが公立大学法人運営に近い実態であった。
私立大学での運営形態を採用することで旧来の公立大学に比して民間からの支援や協力も容易となり、公設民営大学として、静岡県や浜松市など地方公共団体の「公」と、企業や市民など民間の「民」、双方による協力が強調されている。設立時に、静岡県は静岡県立大学浜松校附属図書館の大部分の蔵書を寄贈し、浜松市はキャンパス用地の提供や周辺道路整備を行い、民間からは樹木や備品などが寄贈され、後に静岡県や浜松市から補助金や職員などの運営基盤が提供される。地元要望に因る設置決定だが、経済界や民間からの寄附金調達実績が9年間で1億4000万円余であることが静岡県議会で問題視された。

## 学校法人の独立行政法人化について

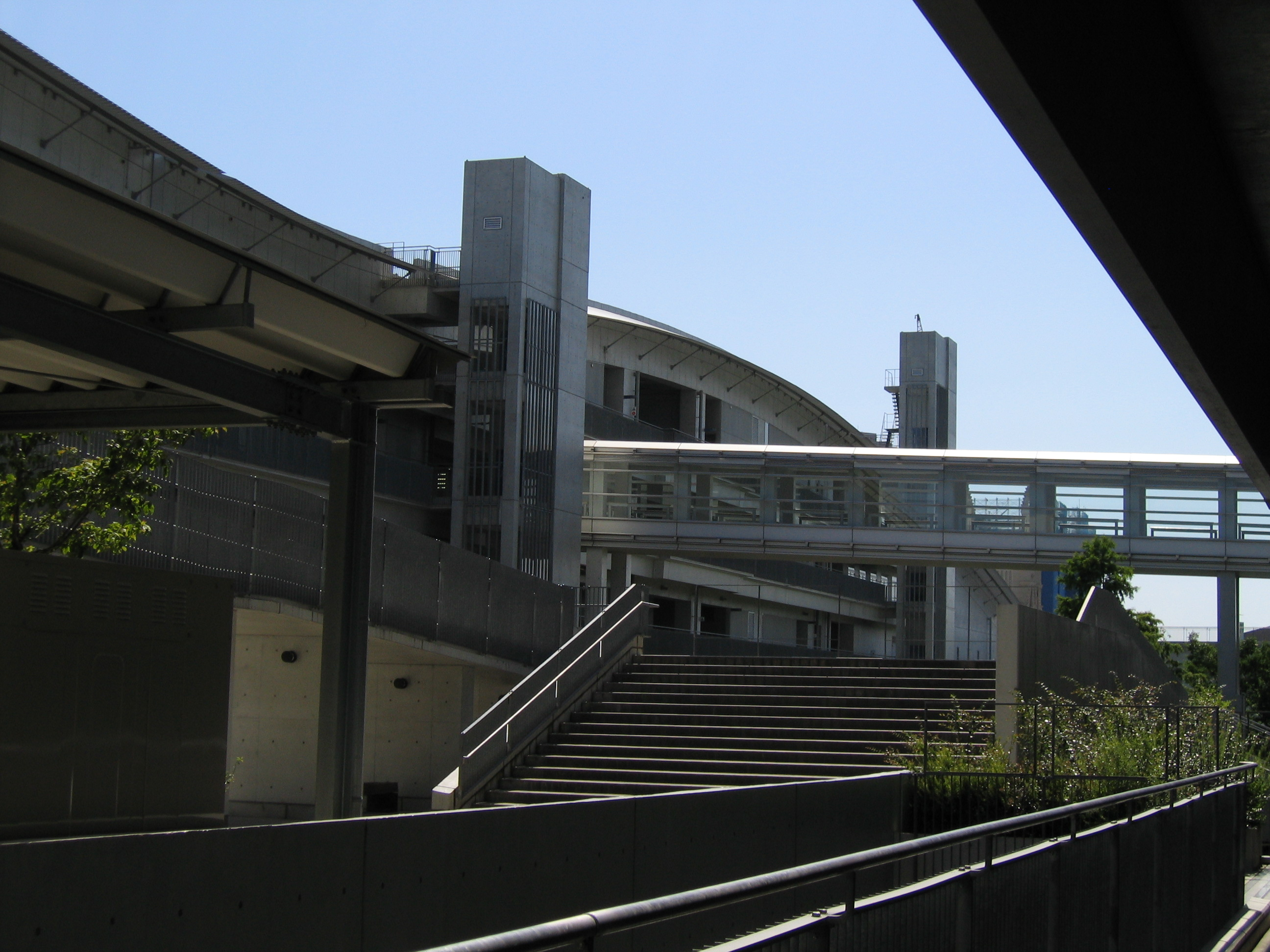
学校法人静岡文化芸術大学本部

学校法人制度を採用した理由は、学校法人が設置する私立大学なら運営を直接監督・指揮できるため、地方公共団体が設置する旧来の公立大学よりも新大学に相応しいと判断されたためである。加えて、静岡県立大学と同レベルの研究水準を維持しつつ同額の授業料に抑えるには、県が直接設置する方法では不可能だと判断された。また、学校法人静岡文化芸術大学理事長を兼任する静岡県知事の石川嘉延によれば、大学設置当時は国公立大学の独立行政法人化が論議されていた時期であり、この制度の趣旨を先取りしたと説明している。学校法人から公立大学法人に移管される大学は、高知工科大学、名桜大学に続き3例目となる。
公設民営を利し、学費を静岡県立大学と同額に抑えた経済的不安の無い安心した学習環境を整え、内外から広く有為に募集し優れた人材育成を企図して設立された。しかし、本学入学者の8割以上が県内出身者で県外志願者比率が低い一方、母体の静岡県立大学では入学者のうち県外出身者が7割弱の学部も存在することが議会で問題視され、静岡県立大学との統合を要望する意見提出や、静岡県立大学と同一公立大学法人への集約化も検討されるが、静岡県立大学と静岡県立大学短期大学部のみが静岡県公立大学法人へ移管された。2008年静岡県議会定例会で静岡県知事石川嘉延（当時）は、地方独立行政法人による運営を検討すると、公立大学化への要望に答弁した。
これを受け、静岡文化芸術大学では事務局内に「公立大学法人化推進室」を設置し、新法人の定款「公立大学法人静岡文化芸術大学定款」が静岡県議会にて決議された。

## 設置していた諸学校

### 大学
- 静岡文化芸術大学

## 略歴
- 1999年12月 - 文部大臣が学校法人静岡文化芸術大学の設立を認可。
- 1999年12月 - 学校法人静岡文化芸術大学を設立。
- 1999年 - 静岡県知事の石川嘉延を理事長に任命。
- 2009年6月17日 - 理事長の石川嘉延が退任。
- 2009年6月 - 副理事長の鈴木善彦を理事長職務代理者に任命。
- 2009年9月10日 - 静岡県知事の川勝平太を理事長に任命[13]。
- 2010年4月1日 - 静岡文化芸術大学を公立大学法人静岡文化芸術大学に移管。

## 理事長一覧
| 理事長（学校法人静岡文化芸術大学） | 理事長（学校法人静岡文化芸術大学） | 理事長（学校法人静岡文化芸術大学） | 理事長（学校法人静岡文化芸術大学） | 理事長（学校法人静岡文化芸術大学） | 理事長（学校法人静岡文化芸術大学） |
| 代                                 | 氏名                               | 就任日                             | 退任日                             | 主要な経歴                         | 備考                               |
| ---------------------------------- | ---------------------------------- | ---------------------------------- | ---------------------------------- | ---------------------------------- | ---------------------------------- |
| 1                                  | 石川嘉延                           | 1999年12月                         | 2009年6月17日                      | 静岡県知事                         |                                    |
| －                                 | 鈴木善彦                           | 2009年6月17日                      | 2009年9月10日                      | 静岡県教育委員会教育長             | 理事長職務代理者                   |
| 2                                  | 川勝平太                           | 2009年9月10日                      | 2010年3月31日                      | 静岡県知事                         |                                    |

## 在籍した人物
学校法人としての静岡文化芸術大学に在籍した人物を五十音順に記載し、在籍時の内外の主要な役職を併記した。教育機関、研究機関としての静岡文化芸術大学に在籍した人物については「静岡文化芸術大学の人物一覧」を参照されたい。
- 石川嘉延（理事長・静岡県知事）
- 川勝平太（理事長・静岡県知事）
- 北脇保之（理事・浜松市市長）
- 木苗直秀（評議員・静岡県立大学学長）
- 木村尚三郎（理事・静岡文化芸術大学学長）
- 鈴木康友（理事・浜松市市長）
- 長谷川逸子（評議員・関東学院大学客員教授）